# قلعه‌جقه (صاحب)
قلعه‌جقه(به کردی: قەڵاچوخە، Qellaçuxe) روستایی از توابع بخش زیویه در شهرستان سقز است که در استان کردستان ایران قرار دارد.

## جمعیت
این روستا در دهستان صاحب واقع شده و براساس سرشماری سال ۱۳۸۵، جمعیت آن ۱۳۰ نفر (۲۹ خانوار) بوده‌است.